# داستان تو و من
داستان تو و من (به هندی: Teri Meri Kahaani) یا تو و من اهل کجائیم یک فیلم سینمایی هندی در ژانر کمدی عاشقانه محصول سال ۲۰۱۲ به کارگردانی کونال کوهلی است.
در این فیلم بازیگرانی همچون شاهد کاپور، پریانکا چوپرا، پراچی دسای، نها شارما، وراجش هیجری ایفای نقش کرده‌اند.